# Хаос Арам
Хаос Арам (лат. Aram Chaos), із центром за координатами 2,6° пн.ш, 21,5° зх. д., - це сильно еродований метеоритний кратер на планеті Марс.

## Загальний опис
Хаос Арам розташований на східному краю великого каньйону Valles Marineris, неподалік від Ares Vallis. Різноманітні геологічні процеси обмежили його площу до округлої області хаотичного рельєфу. Aram Chaos отримав таку назву від назви однієї з класичних деталей альбедо, виявлених астрономом Джованні Скіапареллі. Ця назва, в свою чергу, походить від біблійної назви землі Арам. Спектроскопічні спостереження з орбіти свідчать про присутність гематиту — мінералу, який, цілком ймовірно, є ознакою наявності в минулому водного середовища в цій місцевості.
Протяжність Aram Chaos становить близько 280 км, а сам хаос перебуває в регіоні під назвою Margaritifer Terra, де чимало каналів, вирізьблених у поверхні водними потоками, слугують ознакою того, що багато століть тому з високогір'їв у північні низини тут стікали бурхливі потоки води. Прилад Thermal Emission Imaging System (THEMIS) на орбітальному апараті Mars Odyssey виявив сірий кристалічний гематит на поверхні Aram Chaos. CRISM, спектроскоп космічного апарата MRO, виявив гідратовані сульфати, ярозит та гематит. Гематит — це мінерал на основі оксиду заліза, що може накопичуватися у формі осаду там, де вода циркулює крізь багаті на залізо породи, як за нормальної температури так і в гарячих джерелах. Поверхня хаосу Арам містить величезні блоки запалого або хаотичного рельєфу, який сформувався, коли його катастрофічними темпами покинула наявна в ньому вода або лід. Деінде на Марсі вивільнення ґрунтових вод спричинило масивні потоки, що викарбували в поверхні величезні канали, які можна побачити в долині Ареса (Ares Vallis) чи в подібних долинах витоку. Однак в Aram Chaos вивільнена вода переважно залишалася в межах, окреслених валом кратера, вирізьбивши лише невеликий, мілкий випускний канал у східній стіні. Декілька мінералів у Aram Chaos, серед яких гематитові сульфатні мінерали та змінені під впливом води силікати, свідчать про те, що колись в межах кратера могло існувати озеро. Оскільки утворення гематиту вимагає води в рідкому стані, яка не могла існувати протягом тривалого часу без густої атмосфери, в певний період у минулому Марс, ймовірно, мав значно густішу атмосферу, ніж зараз.
| |
| Мапа квадрангла Oxia Palus із позначеннями основних деталей. Цей квадрангл містить багато обвалених деталей, які й утворюють хаотичний тип рельєфу, а також багато каналів витоку (старих річкових долин). Хаос Арам розташований внизу. |

| |
| Топографічна мапа області Марса Oxia Palus, на якій видно розташування декількох місцевостей з хаотичним рельєфом, серед яких і хаос Арам. |

|                                     |
| Ерозія в Aram Chaos, знімок THEMIS. |

|                                                                           |
| Блоки в хаосі Арам, що демонструють ймовірне джерело води, знімок THEMIS. |